# Nederlandse kampioenschappen schaatsen afstanden 2024 - 3000 meter vrouwen
De 3000 meter vrouwen op de Nederlandse kampioenschappen schaatsen afstanden 2024 werd gehouden op vrijdag 29 december 2023 in Thialf in Heerenveen. Er reden 16 deelneemsters mee.
Irene Schouten reed op nieuwe ijzers en klopte in een rechtstreeks duel Marijke Groenewoud. Zij werd tweede in een persoonlijk record. Elisa Dul dook voor het eerst onder de 4 minuten en werd daarmee derde. Zodoende werd het ganse podium geleverd door Team Albert Heijn Zaanlander. Titelverdedigster Antoinette Rijpma-de Jong moest ruim een seconde toegeven op haar directe tegenstandster Dul. Joy Beune dook daarna ook nog onder haar tijd. Beune verlengde daarmee haar abonnement op plaats 4 bij belangrijke wedstrijden, sinds het WK afstanden van 2023.
Het podium plaatste zich voor de EK afstanden en WK afstanden. Groenewoud verdiende een ticket voor de WK allround.

## Uitslag
| #      | Schaatsster               | Tijd       | Verschil |
| ------ | ------------------------- | ---------- | -------- |
| Goud   | Irene Schouten            | 3.56,78    |          |
| Zilver | Marijke Groenewoud        | 3.57,56 PR | +0,78    |
| Brons  | Elisa Dul                 | 3.59,87 PR | +3,09    |
| 4      | Joy Beune                 | 4.00,29    | +3,51    |
| 5      | Antoinette Rijpma-de Jong | 4.01,11    | +4,33    |
| 6      | Robin Groot               | 4.02,72 PR | +5,94    |
| 7      | Esther Kiel               | 4.03,72    | +6,94    |
| 8      | Merel Conijn              | 4.04,53    | +7,75    |
| 9      | Sanne in 't Hof           | 4.05,59    | +8,81    |
| 10     | Melissa Wijfje            | 4.05,78    | +9,00    |
| 11     | Bente Kerkhoff            | 4.07,03    | +10,25   |
| 12     | Reina Anema               | 4.07,47    | +10,69   |
| 13     | Jade Groenewoud           | 4.09,12    | +12,34   |
| 14     | Evelien Vijn              | 4.10,12    | +13,34   |
| 15     | Esmee Visser              | 4.11,93    | +15,15   |
| 16     | Gioya Lancee              | 4.14,55    | +17,77   |

1987 · 
1988 · 
1989 · 
1990 · 
1991 · 
1992 · 
1993 · 
1994 · 
1995 · 
1996 · 
1997 · 
1998 · 
1999 · 
2000 · 
2001 · 
2002 · 
2003 · 
2004 · 
2005 · 
2006 · 
2007 · 
2008 · 
2009 · 
2010 · 
2011 · 
2012 · 
2013 · 
2014 · 
2015 · 
2016 · 
2017 · 
2018 · 
2019 · 
2020 · 
2021 · 
2022 · 
2023 · 
2024 · 
2025